# Limont (Donceel)
Pour les articles homonymes, voir Limont.
Limont est un village de Hesbaye, dans la province de Liège, en Belgique, immédiatement au nord de Donceel auquel il est aujourd'hui administrativement rattaché (Région wallonne de Belgique). C'était une commune à part entière avant la fusion des communes de 1977. Le village est traversé par l'Yerne qui se jette plus loin dans le Geer, affluent de la Meuse. 
Traversé par la route nationale 637 allant de Faimes à Liège, Limont est un village  hesbignon typique, ayant encore plusieurs anciennes fermes carrées. 

## Démographie
- Sources:INS, Rem:1831 jusqu'en 1970=recensements, 1976= nombre d'habitants au 31 décembre

## Patrimoine et culture

### Patrimoine architectural
- Le donjon est une ancienne demeure fortifiée datant du XIIIe siècle.

- L’église Saint-Martin, avec nef gothique du XVe siècle et clocher carré du XVIIe siècle est encore entourée de son cimetière.
- Le château de Limont est un centre gastronomique.
- Le Cercle de Limont est un endroit convivial qui organise des soirées pour les jeunes de Donceel et des villages aux alentours. Avec son petit local rue de l'Église n° 12 à Limont. Il a été créé en 1988 par quelques jeunes du village et est depuis un endroit à part entière pour toutes les générations de jeunes et moins jeunes Doncellois. Avec ces jeunes motivés et dynamiques, le cercle de Limont est la plaque tournante des évènements du Nord-Est de la Belgique. La comptabilité est dure mais juste.